# Sistroniana
Sistroniana (łac. Diocesis Sistronianensis) – stolica historycznej diecezji we Cesarstwie rzymskim w prowincji Numidia zlikwidowana w VII w. podczas ekspansji islamskiej, współcześnie w północnej Algierii. Obecnie katolickie biskupstwo tytularne. 

## Biskupi tytularni
| Lp. | Biskup                   | Funkcja                                 | Od                   | Do              |
| --- | ------------------------ | --------------------------------------- | -------------------- | --------------- |
| 1   | John Alexander Floersh   | emerytowany arcybiskup Louisville (USA) | 25 lutego 1967       | 11 czerwca 1968 |
| 2   | José María Guix Ferreres | biskup pomocniczy Barcelony (Hiszpania) | 22 października 1968 | 20 lipca 1983   |
| 3   | Alberto Tricarico        | nuncjusz apostolski                     | 28 lutego 1987       | 27 czerwca 2024 |
| 4   | Giancarlo Dellagiovanna  | nuncjusz apostolski                     | 15 marca 2025        |                 |